# Disuria
Disuria  es la dificultad, dolorosa e incompleta de la expulsión de la orina.

## Causas
Son numerosas las causas que la pueden originar:
- Endometriosis (femenino)
- Cálculos renales
- Estenosis uretral
- Cáncer de vejiga
- Cáncer de próstata (masculino)
- Hiperplasia benigna de próstata (masculino)
- Prostatitis (masculino)
- Artritis reactiva
- Diverticulitis
- Enfermedades de transmisión sexual
- Gonorrea
- Clamidia
- Infección del tracto urinario (UTI)[4]
- Cistitis
- Pielonefritis
- Uretritis
- Hipotensión
- Cistitis hemorrágica

## Cuadro clínico
Es el síntoma más molesto del síndrome miccional, descrito por el paciente como "escozor", "ardor" o "dolor" al orinar. Unos lo describen al inicio de la micción y otros al final (disuria terminal). La disuria es un síntoma típico de infección urinaria baja (cistitis y uretritis) y a veces se acompaña de escalofríos y fiebre. En los hombres puede ser producida también por una hipertrofia benigna de la próstata o cáncer de próstata.

## Tratamiento
Depende de la causa que origine la disuria. Si es una infección urinaria se suele usar antibióticos.